# Afumați (Ilfov)
Afumaţi é uma comuna romena localizada no distrito de Ilfov, na região de Muntênia. A comuna possui uma área de 63.25 km² e sua população era de 6448 habitantes segundo o censo de 2007.